# Sorteo de oficinas del Congreso de los Estados Unidos
El sorteo de oficinas de la Cámara de Representantes de los Estados Unidos determina el orden en que los representantes entrantes pueden elegir habitaciones en los edificios de oficinas del Congreso. El sorteo se realiza cada dos años después de las elecciones a esa cámara y no se realiza para el Senado de los Estados Unidos. El sorteo es generalmente alegre, con los miembros bailando y trayendo sus posesiones favoritas para tener suerte.

## Historia
El sorteo de la oficina comenzó en enero de 1908, cuando un paje de la Cámara escogió canicas numeradas para asignar habitaciones en el edificio Cannon. Antes de que se utilizara ese edificio, los miembros tenían que alquilar sus propias oficinas en el Distrito de Columbia.
En 2020, debido a la pandemia de COVID-19, el sorteo se llevó a cabo con asignaciones por algoritmo y miembros mirando en Microsoft Teams. En 2022, el sorteo volvió a su formato presencial.

## Proceso

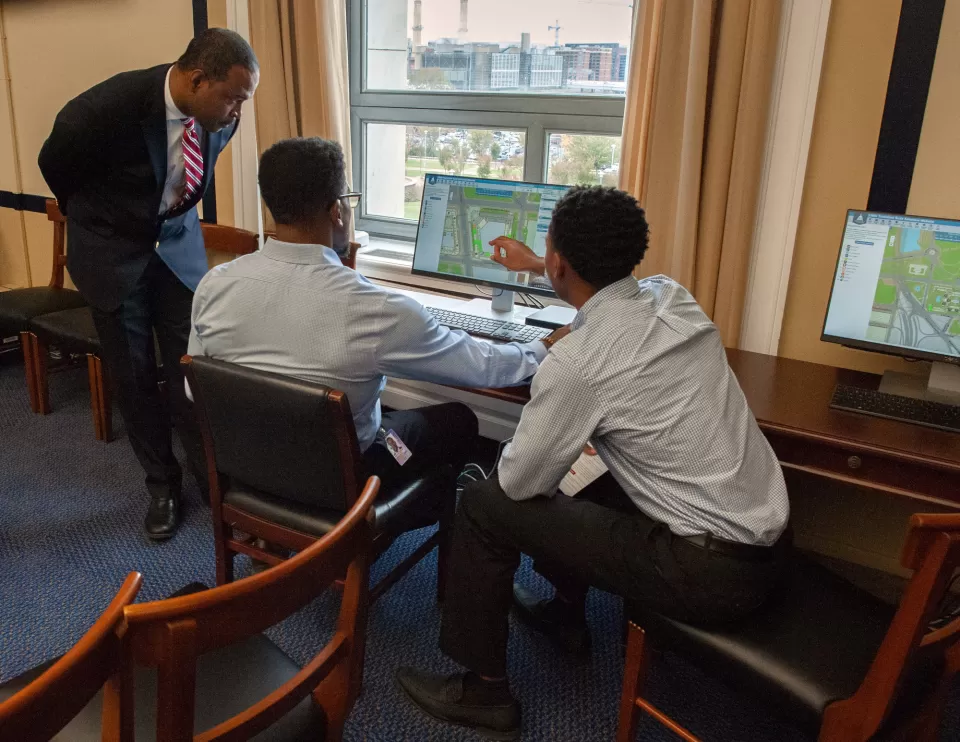
Personal que trabaja con funcionarios para seleccionar oficinas

Al 2022, el sorteo se lleva a cabo en el edificio Cannon, aunque también se llevó a cabo en el edificio Rayburn. Botones numerados se extraen botones numerados de una caja de madera y indican el orden en que los miembros pueden realizar selecciones. Los representantes pueden enviar personal en su lugar; si no hay nadie presente para un congresista en particular, eligen al último. Algunos representantes y miembros de su personal se preparan para el sorteo clasificando las posibles opciones, ya que después sólo tienen cinco minutos para elegir; esas decisiones han sido llamadas «una versión más lenta y menos emocionante del draft de la NBA».
Si bien las salas del edificio Rayburn suelen ocupar los primeros lugares en las preferencias de los miembros debido a la conexión del metro, es raro que nuevos representantes puedan ocupar cargos allí. Además de los edificios Cannon y Rayburn, los legisladores pueden elegir entre oficinas en el edificio Longworth. El Evansville Courier & Press ha calificado tener una mala ubicación como «el equivalente del Congreso a ser enviado a Siberia»; aunque un funcionario del Arquitecto del Capitolio ha dicho que el mejor cargo es «aquel para el que has sido elegido. No hay ningún mal cargo en Capitol Hill».
Además de la ubicación, las consideraciones para el espacio de oficina han incluido si existe una construcción actual, qué tan apto para alérgicos es, y la vista, aunque Ted Yoho eligió una habitación «en lo alto y lejos de todos». Los miembros cuyos padres han servido en el Congreso pueden elegir las antiguas habitaciones de los mismos como homenaje a ellos, o pueden elegir habitaciones que pertenecieron a figuras históricas como John F. Kennedy; por ejemplo, Katie Hill intercambió oficinas con Ayanna Pressley para permitirle a Pressley tener la antigua oficina de Shirley Chisholm.
El sorteo es típicamente un evento «teatral», donde la multitud simpatiza con los miembros afortunados y desafortunados, aunque los miembros han subvertido esas emociones para lograr un efecto cómico, como lo hizo Aaron Bean, quien chocó los cinco con otros después de quedar en el puesto 68 de 73.
En lugar de un sorteo, el Senado asigna cargos a los nuevos senadores según su sistema de antigüedad.

## Supersticiones

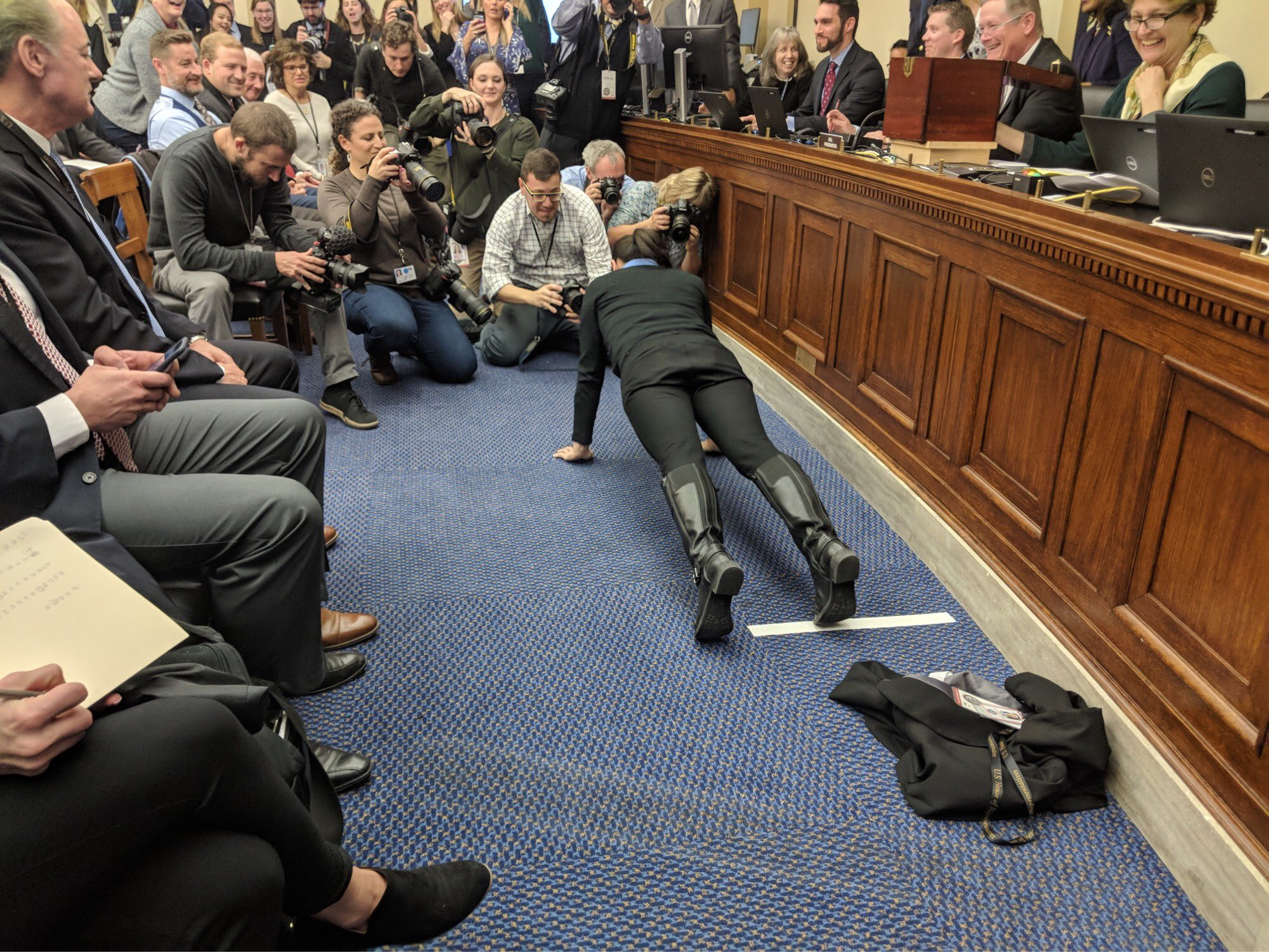
Sharice Davids haciendo flexiones antes de sacar su número.

Los organizadores del sorteo sostienen que los bailes aumentan las posibilidades de obtener un número bajo, mientras que Bloomberg observó en 2022 que la mala pronunciación del nombre de un congresista parecía aumentar sus posibilidades.
Antes del sorteo, los representantes y su personal han realizado rituales como tocar una canción de Frank Sinatra, frotarse la cabeza calva o hacer flexiones. Steve Knight bromeó diciendo que había hecho un truco mental Jedi para obtener la primera elección en 2014, mientras que el ganador del sorteo de 2010, Cory Gardner, dijo que había «practicado sacar pañuelos de papel de la caja» y había sacado «de 20 a 25 hasta que [él] decidió que [su] forma era buena».
Los miembros también han traído amuletos de la suerte, como el pañuelo de Abigail Spanberger con diseños de las candidatas de ese año, cuarzos o vaqueros de la suerte. 

## Lectura adicional
- Artículo de 2019 del Historiador de la Cámara sobre el sorteo
- Artículo de 2019 del Arquitecto del Capitolio sobre mudanzas de oficinas

- Datos: Q123474615